# 米蘭大學
米蘭大學（UNIMI）是義大利最重要的公立大學之一。米蘭大學一共有62,801位學生，2,455位教職與研究人員，2,200 位非教職人員。米蘭大學是歐洲研究型大學聯盟的唯一意大利成員。

## 簡史

### 草创期
相對而言，米蘭大學是意大利乃至倫巴底地區較年輕的大學。它成立於1924年。此前，成立於1361年的帕維亞大學是倫巴底的傳統學術中心。婦科醫生路易吉·曼贾加利（Luigi Mangiagalli）創建了米兰大学（La Statale），實現了他長期以來為倫巴底的首府建立大學的夢想。
路易吉·曼贾加利與一群米蘭高級文化促進協會成員一起，数世紀以來在米蘭地区數間杰出教育機構被合併為米蘭大學，包括：
- 成立於17世紀初的帕拉丁學校（Palatine Schools）
- 成立於19世紀的科學與文學學院
- 獸醫和農業高級研究學院
- 布雷拉天文台（Brera Astronomical Observatory）
- 1906年成立的臨床專業研究所

1913年，米蘭市授予該項目一片土地，命名為“學城”（Città degli Studi） ，該名稱仍然用於大學所在的區域。建築工作始於1915年，並在十多年後完成。

### 正式成立
1924年8月28日，意大利教育部长秦梯利签署了米兰大学的成立公文。米兰市市长兼这所大学的校长路易吉·曼贾加利在为扩大原方案寻找资金起了主要的作用。这样，这所新大学当时由四个系组成：
- 法学系（Giurisprudenza）
- 文哲学系（Lettere e Filosofia）
- 医学系（Medicina e Chirurgia）
- 物理、数学和自然科学系（Scienze Fisiche Matematiche e Naturali）

大学开始只有1419名学生，到了1928和1929年间已增至1965人，使米兰大学成为意大利第四大学府，仅次于那不勒斯大学、罗马大学和帕多瓦大学。

### 二战后
20世纪60年代，由于此即彼伏的抗议运动，米兰大学的入学人数大幅增加，学生人数从1959年的7461人增加到1969-70学年的近20,000。1978-79年，该大学的学生人数达到63642，十年来增加了40,000多名学生。
这是米兰大学的一个变革时期，20世纪70年代，与米兰地区的8家医院签订的协议导致医疗设施的数量显着增加，这些医疗设施用于培训年轻医务人员。这十年还看到了古老修道院建筑在更大型和多样化的教学活动中的弹性。大学规模的膨胀导致了米兰比可卡大学和英苏布里亚大学的成立。

### 分校设立

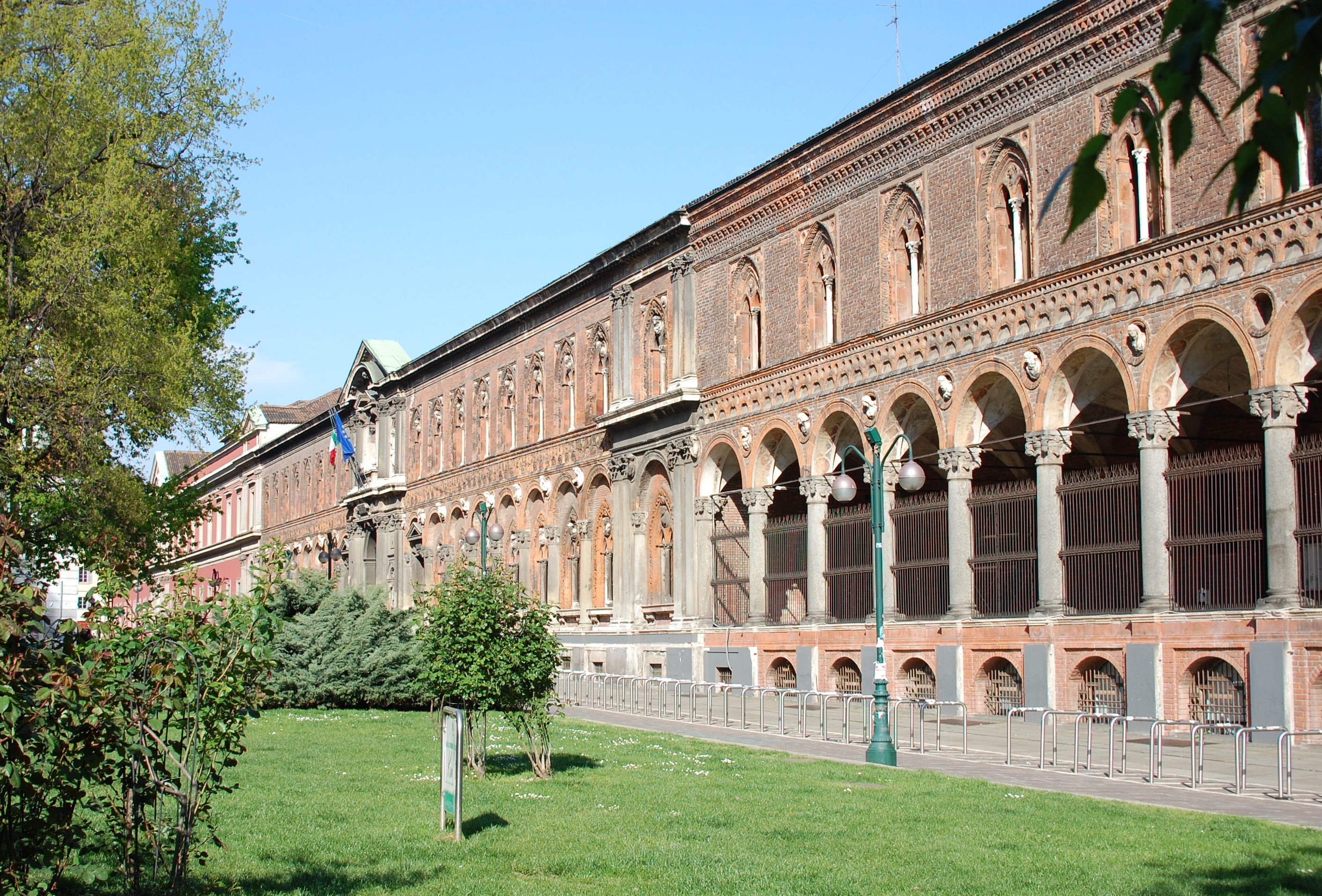
Via Festa del Perdono，原本是 “Ospedal Maggiore”（大醫院）所在地，現在是米蘭大學的校址。

1998年6月，米兰第二大学即米兰比可卡大学（Università degli Studi di Milano-Bicocca，英文：University of Milano-Bicocca）成立于比可卡（Bicocca）。它包括原来的两个单独的学院：即经济学院和法律院和第二医学院和第二物理学院：数学和自然科学，及四个新的学院：心理学、社会学、统计学等学院构成。
在Varese也建立了一所新大学，即米兰第三大学，名为英苏布里亚大学（Università degli Studi dell'Insubria，英文：University of Insubria），它把Varese 和Como等的各系都聚集在一起，这些系以前都作为米兰大学的一部分。
随着米兰比可卡大学和英苏布里亚大学的建立，米兰大学现已有8所学院25个本科学位课程和21个职业文凭课程。共有73,000名学生，2,073名教师和2,043名行政及技术部门的职员。米兰大学和米兰比可卡大学之间协定相互合作，旨在建立一个大学之间的体制，促进合作与交流。同时建立成一个公平的、有序地、科学的、教育的自治团体；以便合理运用有效资源，为学区及他周围的社会提供广泛的课程内容和服务。

## 知名人物
- 里卡尔多·贾科尼：美籍意大利天文学家。米兰大学物理学博士，约翰斯·霍普金斯大学教授，因在X射线天文学方面的先驱性贡献获得2002年诺贝尔物理学奖。
- 恩里科·邦別里：米兰大学博士，普林斯顿高等研究院数学教授，1974年菲尔兹奖得主。
- 法比奥拉·吉亚诺提：粒子物理学家。
- 朱塞佩·奥基亚利尼：物理学家。
- 乔瓦尼·比尼亚米：物理学家。
- 西尔维奥·贝卢斯科尼：意大利企业家，传媒大亨，AC米兰班主，曾数度出任意大利总理。
- 贝蒂诺·克拉克西：第45任意大利总理。
- 乔治·阿玛尼：意大利时装设计师，企业家，阿玛尼公司创始人。
- 繆西婭·普拉達 ：意大利时尚设计师及企业家，高级时尚品牌普拉达创办人马里奥·普拉达 (Mario Prada) 最小的孙女，与丈夫帕崔茲奧·伯特利一同担任普拉达集团执行长，与帕崔茲奧·伯特利共同带领集团走向国际市场并进行产品研发，被福布斯杂志评选为全球百大最具影响力的女性之一。

## 外部連結
- （意大利文） 米蘭大學網頁 （页面存档备份，存于）